# Eilema angustipennis
Eilema angustipennis är en fjärilsart som beskrevs av Embrik Strand 1912. Eilema angustipennis ingår i släktet Eilema och familjen björnspinnare. Inga underarter finns listade i Catalogue of Life.